# Epiphragma subfascipenne
Epiphragma subfascipenne là một loài ruồi trong họ Limoniidae. Chúng phân bố ở miền Cổ bắc.